# General Cederschiöld
"General Cederschiöld" är en militärmarsch, komponerad av Per Grundström. Marschen skrevs 1936 under Grundströms tid som musikdirektör vid Svea livgarde och tillägnades dåvarande sekundchefen Hugo Cederschiöld. Marschen antogs som Kungliga Härnösands kustartilleriregementes (KA 5) marsch.